# Mittleres Aurach-Tal von Priesendorf bis Walsdorf
Mittleres Aurach-Tal von Priesendorf bis Walsdorf este o arie protejată (arie specială de conservare — SAC, sit de importanță comunitară — SCI) din Germania întinsă pe o suprafață de 119,12 ha, integral pe uscat.

## Localizare
Centrul sitului Mittleres Aurach-Tal von Priesendorf bis Walsdorf este situat la coordonatele 49°53′07″N 10°44′58″E / 49.8853°N 10.7494°E.

## Înființare
Situl Mittleres Aurach-Tal von Priesendorf bis Walsdorf a fost declarat sit de importanță comunitară în martie 2001 pentru a proteja 12 specii de animale. Situl a fost protejat și ca arie specială de conservare în aprilie 2016.

## Biodiversitate
Situată în ecoregiunea continentală, aria protejată conține 5 habitate naturale: Lacuri eutrofice naturale cu vegetație de tip Magnopotamion sau Hydrocharition, Cursuri de apă de la nivel de câmpie la nivel montan, cu vegetație Ranunculion fluitantis și Callitricho-Batrachion, Liziere de ierburi înalte hidrofile de câmpie și de nivel montan până la alpin, Fânețe de joasă altitudine (Alopecurus pratensis, Sanguisorba officinalis), Păduri aluvionare cu Alnus glutinosa și Fraxinus excelsior (Alno-Padion, Alnion incanae, Salicion albae).
La baza desemnării sitului se află mai multe specii protejate:
- păsări (7): pescăruș albastru (Alcedo atthis), barză albă (Ciconia ciconia ciconia), erete de stuf (Circus aeruginosus), cristeiul de câmp (Crex crex), sfrâncioc roșiatic (Lanius collurio), Luscinia svecica cyanecula, gaia roșie (Milvus milvus)
- amfibieni (1): triton cu creastă (Triturus cristatus)
- nevertebrate (3): phengaris nausithous (Maculinea nausithous), Maculinea teleius, Ophiogomphus cecilia
- pești (1): cicar (Lampetra planeri)

Pe lângă speciile protejate, pe teritoriul sitului au mai fost identificate 1 specie de amfibieni.